# Classe Amerikanskji Golland
La classe Amerikanskji Golland era una classe di sommergibili russa composta da undici unità costruite negli Stati Uniti ed assemblate in Russia presso i cantieri navali di Pietrogrado e di Nikolajev. Costruite con l'esperienza accumulata con le unità della classe Holland dai cantieri navali Electric Boat, le unità vantavano numerose similitudini con le unità della classe H operative con la Royal Navy e con la United States Navy. Le unità rimasero operative fino alla seconda guerra mondiale, quando andarono perse a causa di fuoco nemico o furono autoaffondate o radiate dal servizio a causa dell'anzianità.